# Hrvati u Portugalu
Hrvati u Portugalu su hrvatska iseljenička zajednica u Portugalu. Nisu brojni.
Značaj ove zajednice je porastao 1861. dolaskom obitelji Novak s Hvara koji su u Portugalu 1890. pokrenuli ribarsku industriju u Portugalu. Pokrenuli su nekoliko baza za soljenje srdela. Imali su baze u Lagosu, Olhau, Sinesu, Portimau te u Španjolskoj u Ayamonteu (Isla Cristina). Posao je cvao diljem Sredozemlja. Za svoju su industriju imali i prateću trgovačku mornaricu koja im je služila za izvoz njihove soljene ribe. Izbijanjem prvog svjetskog rata bili su prisiljeni stati s proizvodnjom, jer su kao austrijski državljani tretirani kao neprijateljski. Neki članovi obitelji su iselili u Španjolsku gdje su nastavili s radom. Nakon rata preostali članovi su obnovili proizvodnju ribljih proizvoda, no ovog su puta proizvodili riblje filete i tune u maslinovu ulju. Radili su u Olhau i Lagosu, a poslije su otvorili još tvornice u Setubalu i Vili Realu de Santo Antonio. Posao je cvao do velike svjetske krize 1930-ih, kad su propale neke portugalske banke, a uskoro i njihove tvornice.
Potomci tih doseljenika žive i danas u Portugalu.